# سجاد بازگیر
سجاد بازگیر (زادهٔ ۹ اسفند ۱۳۷۲ درخرم‌آباد) بازیکن فوتبال اهل ایران است که در پست مهاجم بازی می‌کند.

## دوران باشگاهی
وی سابقه بازی در تیم‌های خیبرخرم آباد و استقلال ملاثانی را دارد.
ملوان
او با تیم فوتبال ملوان سابقه قهرمانی در لیگ آزادگان را دارد.
همچنین اولین فصل حضور او در لیگ برتر خلیج فارس با تیم ملوان بود که او توانست در ۲۹ بازی برای این تیم ۷ گل به ثمر برساند.
اولین گل او در لیگ برتر خلیج فارس در مقابل استقلال به ثمر رسیده است.
شمس آذر
سجاد بازگیر در تاریخ ۲۴ بهمن ۱۴۰۲ با قراردادی راهی شمس آذر شد.